# Autobahnkreuz Osnabrück-Süd
Das Autobahnkreuz Osnabrück-Süd (Abkürzung: AK Osnabrück-Süd; Kurzform: Kreuz Osnabrück-Süd) ist ein Autobahnkreuz in Niedersachsen. Es verbindet die Bundesautobahn 30 (Hengelo – Bad Bentheim – Bad Oeynhausen; E 30) mit der Bundesautobahn 33 (Osnabrück – Paderborn).

## Geographie
Das Autobahnkreuz liegt auf dem Stadtgebiet von Osnabrück. Nächstgelegene Stadtteile sind Nahne, Voxtrup und Schölerberg. Die umliegenden Städte und Gemeinden sind Georgsmarienhütte und Bissendorf. Es befindet sich etwa 4 km südöstlich der Osnabrücker Innenstadt, etwa 115 km westlich von Hannover und etwa 40 km nordwestlich von Bielefeld.
In unmittelbarer Nähe befindet sich zudem der Osnabrücker Zoo. Es liegt mitten im Naturpark TERRA.vita.
Das Autobahnkreuz Osnabrück-Süd trägt auf der A 30 die Anschlussstellennummer 19, auf der A 33 die Nummer 9.

## Bauform und Ausbauzustand
Die A 30 ist in Richtung Kreuz Lotte/Osnabrück vierstreifig ausgebaut, die A 30 in Richtung Bad Oeynhausen sowie die A 33 verfügen ebenfalls jeweils über vier Fahrstreifen. Als Besonderheit verfügt die A 33 im Bereich des Kreuzes nicht über die sonst üblichen Parallelfahrbahnen: die Rampen von und zur A 30 münden direkt in die Hauptfahrbahn. Die Verbindungsrampen sind einspurig ausgeführt.
Das Autobahnkreuz wurde als Kleeblatt angelegt.

## Verkehrsaufkommen
Das Kreuz wird täglich von rund 101.000 Fahrzeugen befahren. Nach dem Lückenschluss der A 33 zwischen Bielefeld und Borgholzhausen ist jedoch mit einem erheblichen Verkehrsanstieg zu rechnen.
| Von                         | Nach                 | Durchschnittliche tägliche Verkehrsstärke | Anteil Schwerlastverkehr |
| --------------------------- | -------------------- | ----------------------------------------- | ------------------------ |
| AS Osnabrück-Nahne (A 30)   | AK Osnabrück-Süd     | 74.400                                    | 16,1 %                   |
| AK Osnabrück-Süd            | AS Natbergen (A 30)  | 49.400                                    | 18,8 %                   |
| AS Osnabrück-Fledder (A 33) | AK Osnabrück-Süd     | 42.900                                    | 07,5 %                   |
| AK Osnabrück-Süd            | AS Harderberg (A 33) | 35.100                                    | 11,1 %                   |